# NGC 6549
NGC 6549 est une galaxie spirale située dans la constellation d'Hercule. Sa vitesse par rapport au fond diffus cosmologique est de 6 608 ± 12 km/s, ce qui correspond à une distance de Hubble de 97,5 ± 6,8 Mpc (∼318 millions d'al). NGC 6549 a été découverte par l'astronome allemand Albert Marth en 1864.

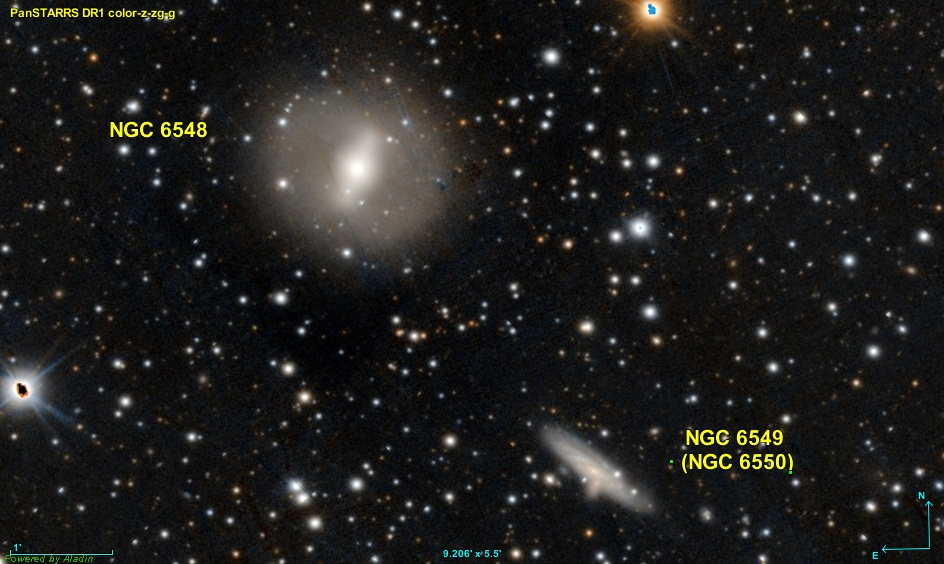
NGC 6548 forme une paire purement optique avec NGC 6549 qui est au moins trois fois plus loin.

À ce jour, six mesures non basées sur le décalage vers le rouge (redshift) donnent une distance de 55,817 ± 25,407 Mpc (∼182 millions d'al), ce qui est à l'extérieur des valeurs de la distance de Hubble. En fait, toutes les mesures de cet échantillon sont inférieures à 84,8 Mpc. La distance de Hubble est probablement plus près de la distance réelle de cette galaxie.

## Identification des galaxies NGC 6548, NGC 6549 et NGC 6550
Historiquement, NGC 6548 a été découverte par Herschel en 1864. Cette galaxie et NGC 6549 ont été observées par Albert Marth en 1864 et en 1880 Édouard Stephan a observé trois objets dans cette région, sans doute les mêmes galaxies que Herschel et Marth fort probablement un astérisme qu'il a pris pour une nébuleuse. En compilant son catalogue, John Dreyer ne savait pas quels objets étaient lesquels et il a attribué trois numéros distincts à chacune des trois observations. Un examen récent de la zone permet cependant de conclure que NGC 6549 et NGC 6550 sont une seule et même galaxie soit PGC 61399.
L'identification de ces trois galaxies varient maintenant selon les sources consultées. Pour le professeur Seligman et Wolfgang Steinicke, NGC 6548 est PGC 61404 et NGC 6549 est PGC 61399 et un doublon de NGC 6550. Pour la base de données NASA/IPAC, NGC 6548 est PGC 61399 et un doublon de NGC 6549. Enfin, une troisième version, pour Simbad et HyperLeda NGC 6548 (un doublon de NGC 6550) est PGC 61404 et NGC 6549 est PGC 61399. Le tableau suivant montre ces différentes indentifications.
| # NGC | NASA/IPAC | Seligman  | HyperLeda | Simbad    | Steinicke |
| ----- | --------- | --------- | --------- | --------- | --------- |
| 6548  | PGC 61399 | PGC 61404 | PGC 61404 | PGC 61404 | PGC 61404 |
| 6549  | PGC 61399 | PGC 61399 | PGC 61399 | PGC 61399 | PGC 61399 |
| 6550  | PGC 61404 | PGC 61399 | PGC 61404 | PGC 61404 | PGC 61399 |

Les propriétés indiquées sur cette page sont celle de PGC 61399.